# Saint-Mesmin (Dordogne)
Pour les articles homonymes, voir Saint-Mesmin.
Saint-Mesmin est une commune française située dans le département de la Dordogne, en région Nouvelle-Aquitaine.

## Géographie

### Généralités
Saint-Mesmin est une commune située au nord-est du département de la Dordogne à 55 km de Périgueux.
Limitrophe avec le département de la Corrèze auquel elle a appartenu avant la fin du XVIIIe siècle, la commune est arrosée au nord-ouest par l'Auvézère qui y a creusé des gorges.
Son territoire est composé pour un tiers de forêts.
L'agriculture se répartit entre l'élevage des bovins, la culture des céréales (pour nourrir le bétail principalement), et les vergers de pommiers.

### Communes limitrophes
Saint-Mesmin est limitrophe de six autres communes dont une dans le département de la Corrèze.
|       | Savignac-Lédrier — Payzac | Saint-Cyr-les-Champagnes |
| Génis | Saint-Mesmin              |                          |
|       | Salagnac                  | Juillac (Corrèze)        |

### Géologie et relief

#### Géologie
Situé sur la plaque nord du Bassin aquitain et bordé à son extrémité nord-est par une frange du Massif central, le département de la Dordogne présente une grande diversité géologique. Les terrains sont disposés en profondeur en strates régulières, témoins d'une sédimentation sur cette ancienne plate-forme marine. Le département peut ainsi être découpé sur le plan géologique en quatre gradins différenciés selon leur âge géologique. Saint-Mesmin est dans le gradin extrême nord-est que constitue le dernier contrefort du Massif central, avec des roches cristallines formées au Paléozoïque, antérieurement au Carbonifère.
Les couches affleurantes sur le territoire communal sont constituées de formations superficielles du Quaternaire et de roches sédimentaires datant du Cénozoïque et du Paléozoïque, ainsi que de roches métamorphiques. La formation la plus ancienne, notée δψ, fait partie de l'Unité supérieure des gneiss (USG) et est composée d'éclogites et amphibolites dérivées, en petits corps ou bancs minces (Cambrien à Silurien). La formation la plus récente, notée CFp, fait partie des formations superficielles de type colluvions indifférenciées de versant, de vallon et plateaux issues d'alluvions, molasses, altérites. Le descriptif de ces couches est détaillé dans  les feuilles « no 736 - Saint-Yrieix-la-Perche » et « no 760 - Juillac » de la carte géologique au 1/50 000 de la France métropolitaine, et leurs notices associées,.

Carte géologique de Saint-Mesmin.

#### Relief et paysages
Le département de la Dordogne se présente comme un vaste plateau incliné du nord-est (491 m, à la forêt de Vieillecour dans le Nontronnais, à Saint-Pierre-de-Frugie) au sud-ouest (2 m à Lamothe-Montravel). L'altitude du territoire communal varie quant à elle entre 182 mètres et 415 mètres,.
Dans le cadre de la Convention européenne du paysage entrée en vigueur en France le 1er juillet 2006, renforcée par la loi du 8 août 2016 pour la reconquête de la biodiversité, de la nature et des paysages, un atlas des paysages de la Dordogne a été élaboré sous maîtrise d’ouvrage de l’État et publié en octobre 2020. Les paysages du département s'organisent en huit unités paysagères,. La commune est dans l'unité paysagère du « Périgord limousin » qui correspond à la région naturelle du Nontronnais. Ce territoire forme un plateau collinaire aux pentes douces et sommets arasés, d’altitude moyenne autour des 300 m dont le point culminant est également celui de la Dordogne. Ce plateau cristallin est vallonné et dominé par les prairies aux horizons boisés. Il est entaillé de vallées profondes aux versants forestiers,.
La superficie cadastrale de la commune publiée par l'Insee, qui sert de référence dans toutes les statistiques, est de 29,58 km2,,. La superficie géographique, issue de la BD Topo, composante du Référentiel à grande échelle produit par l'IGN, est quant à elle de 30,34 km2.

### Hydrographie

#### Réseau hydrographique
La commune est située dans le bassin de la Dordogne au sein du Bassin Adour-Garonne. Elle est drainée par l'Auvézère, le ruisseau de la Forge, le ruisseau de Porte-Étoupe, le ruisseau de Gabourat et par divers petits cours d'eau, qui constituent un réseau hydrographique de 39 km de longueur totale,.
L'Auvézère, d'une longueur totale de 112,19 km, prend sa source en Corrèze dans la commune de Benayes et se jette dans l'Isle en rive droite, en limite de Bassillac et Auberoche et Escoire, face à Antonne-et-Trigonant,. Elle traverse la commune du nord-est au sud-ouest sur sept kilomètres et demi, lui servant de limite naturelle sur trois kilomètres et demi en trois tronçons, face à Savignac-Lédrier et Génis.
Son affluent de rive gauche le ruisseau de la Forge prend sa source dans l'est du territoire communal, à proximité de celui de Saint-Cyr-les-Champagnes, et arrose la commune en direction de l'ouest sur huit kilomètres et demi.
Autre affluent de rive gauche de l'Auvézère, le ruisseau de Porte-Étoupe baigne la commune d'est en ouest sur six kilomètres et demi.
Le ruisseau de Gabourat, affluent de l'Auvézère en rive droite, marque la limite à l'ouest sur plus de deux kilomètres, face à Génis.

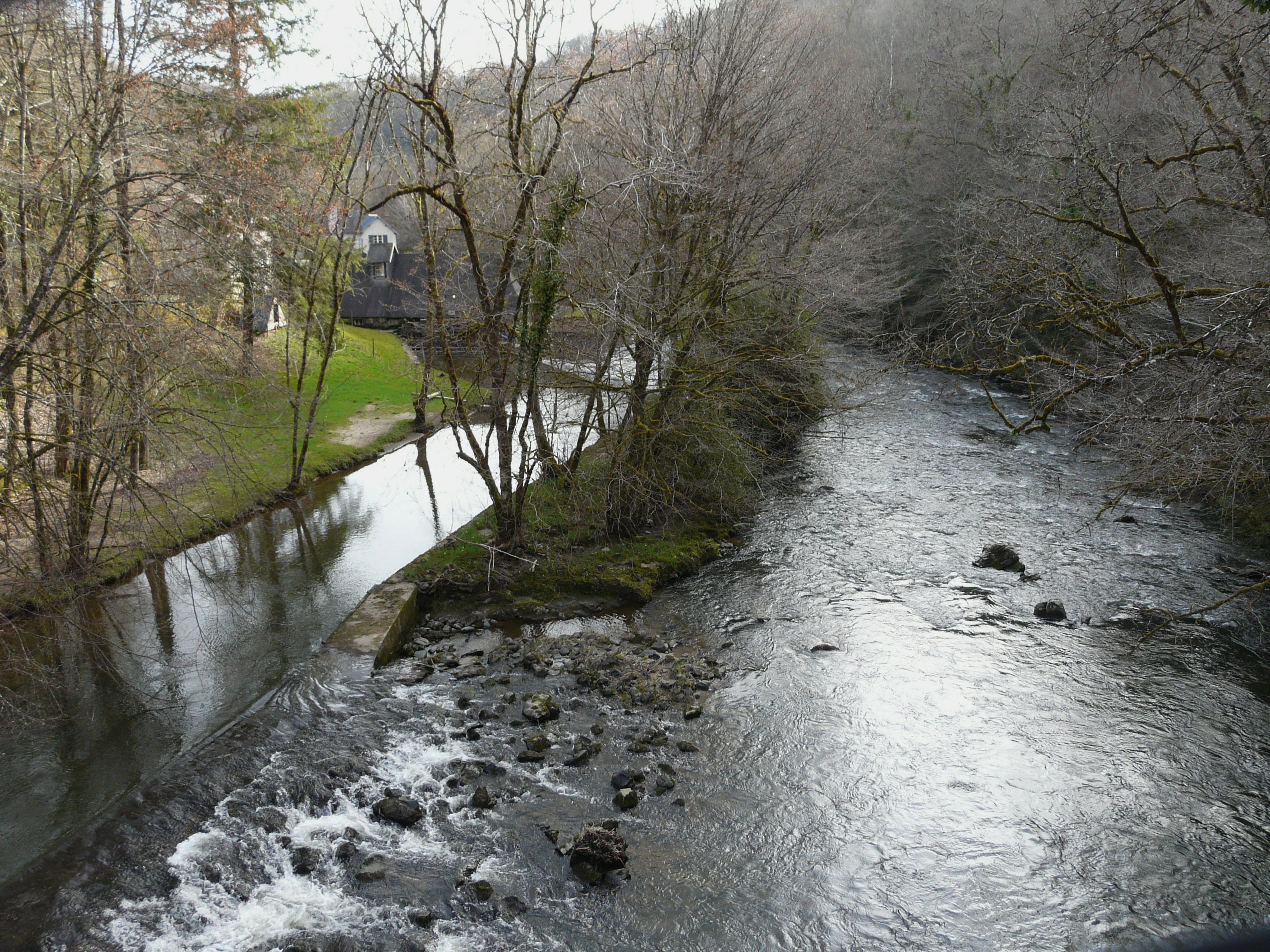
L'Auvézère au lieu-dit le Moulin.
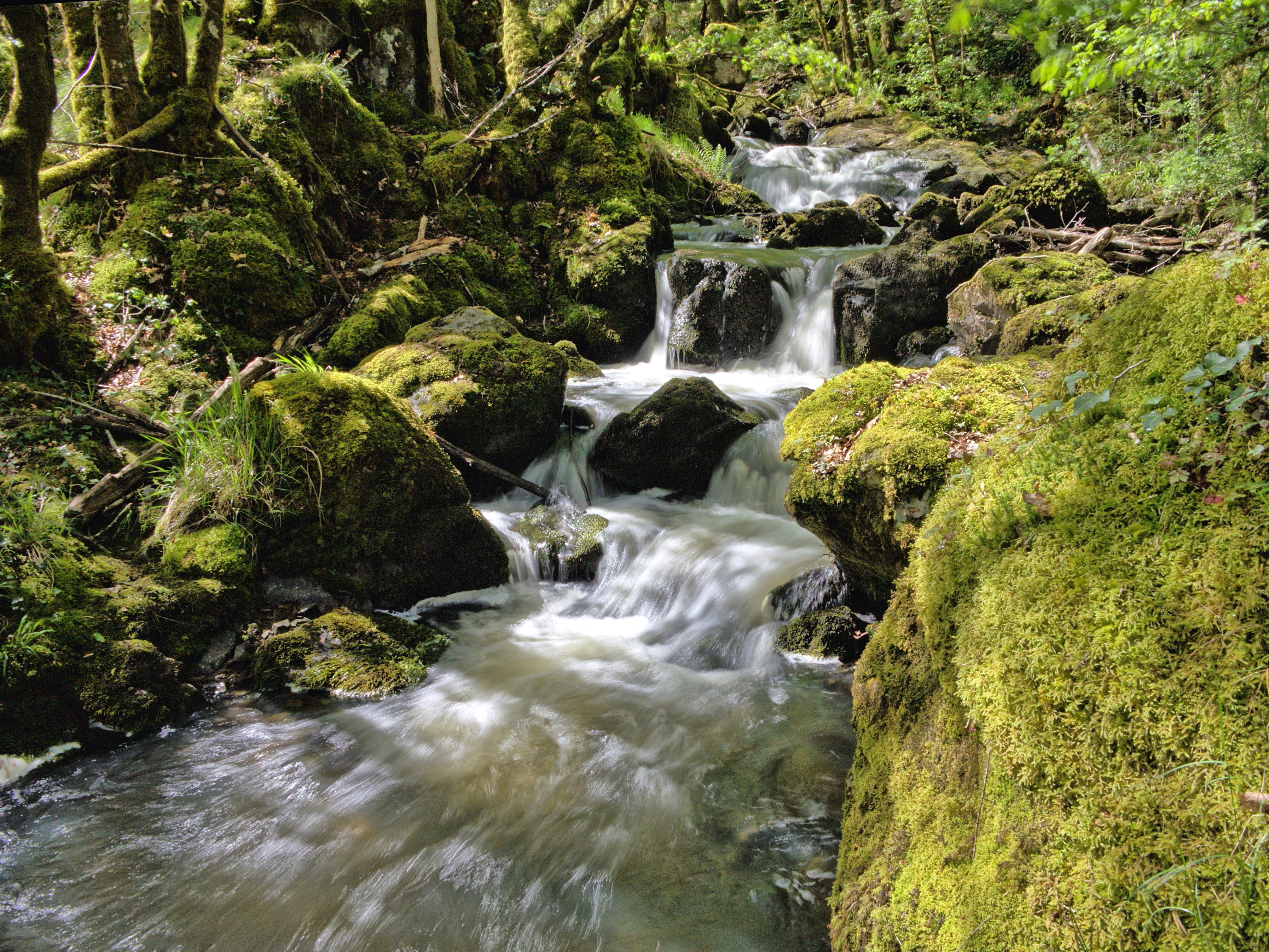
Cascade sur le ruisseau de Porte-Étoupe juste en amont de sa confluence avec l'Auvézère.
Réseaux hydrographique et routier de Saint-Mesmin.
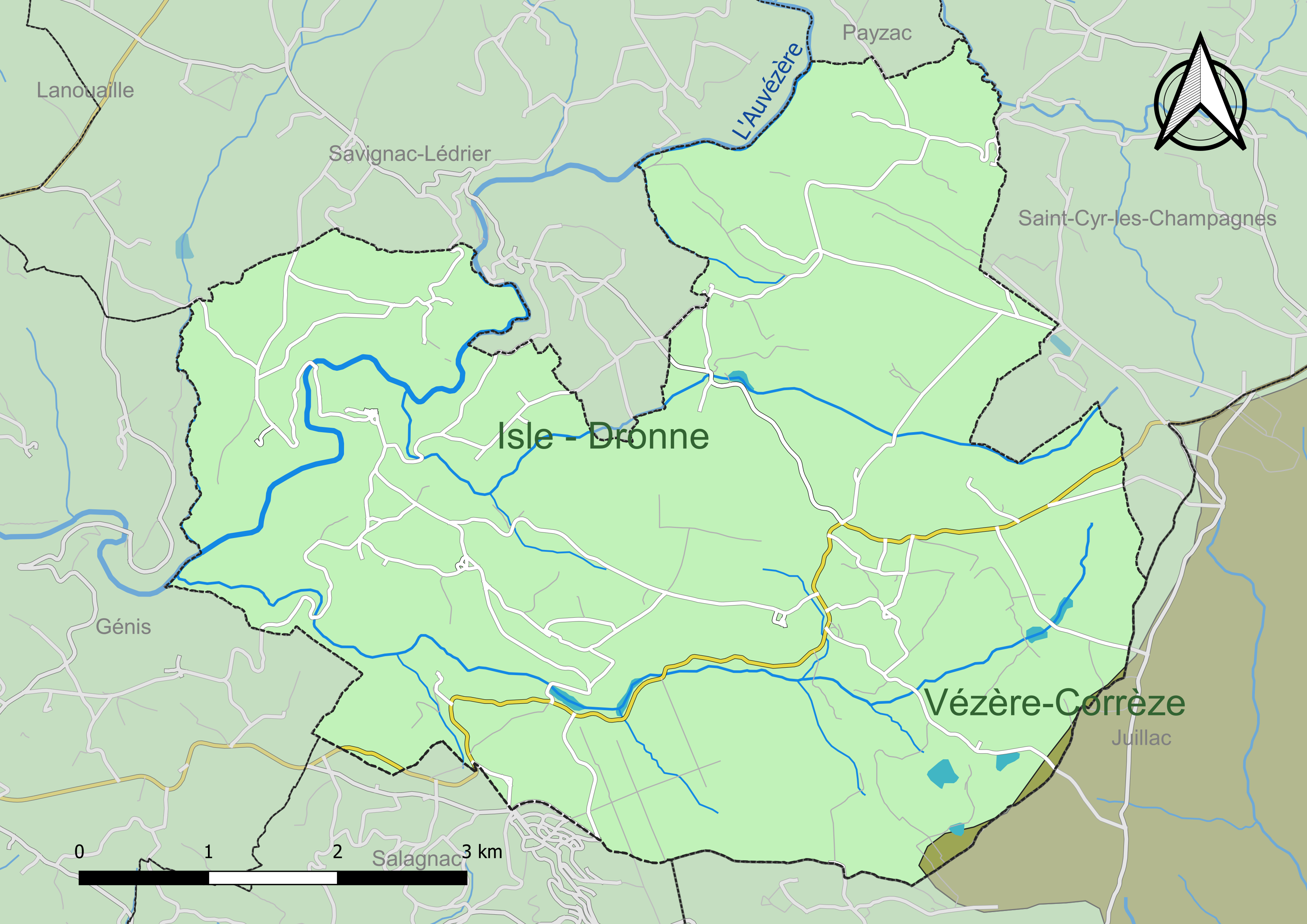
Carte des schémas d'aménagement et de gestion des eaux (SAGE) couvrant le territoire communal de Saint-Mesmin.

#### Gestion et qualité des eaux
Le territoire communal est couvert par les schémas d'aménagement et de gestion des eaux (SAGE) « Isle - Dronne » et « Vézère-Corrèze ». Le SAGE « Isle - Dronne », dont le territoire regroupe les bassins versants de l'Isle et de la Dronne, d'une superficie de 7 500 km2, a été approuvé le 2 août 2021. La structure porteuse de l'élaboration et de la mise en œuvre est l'établissement public territorial de bassin de la Dordogne (EPIDOR). Le SAGE « Vézère-Corrèze », dont le territoire regroupe les bassins versants de la Vézère et de la Corrèze, d'une superficie de 3 730 km2 est en cours d'élaboration. La structure porteuse de l'élaboration et de la mise en œuvre est le conseil départemental de la Corrèze. Ils définissent chacun sur leur territoire les objectifs généraux d’utilisation, de mise en valeur et de protection quantitative et qualitative des ressources en eau superficielle et souterraine, en respect des objectifs de qualité définis dans le troisième SDAGE  du Bassin Adour-Garonne qui couvre la période 2022-2027, approuvé le 10 mars 2022.
La quasi-totalité du territoire communal dépend du SAGE Isle - Dronne. Seules, trois petites zones au sud-est, en limite de Juillac, sont rattachées au SAGE Vézère-Corrèze.
La qualité des eaux de baignade et des cours d’eau peut être consultée sur un site dédié géré par les agences de l’eau et l’Agence française pour la biodiversité.

### Climat
Pour des articles plus généraux, voir Climat de la Nouvelle-Aquitaine et Climat de la Dordogne.
Historiquement, la commune est exposée à un climat océanique aquitain.  
En 2020, Météo-France publie une typologie des climats de la France métropolitaine dans laquelle la commune est exposée à un climat océanique altéré et est dans la région climatique  Ouest et nord-ouest du Massif Central, caractérisée par une pluviométrie annuelle de 900 à 1 500 mm, maximale en automne et en hiver.
Pour la période 1971-2000, la température annuelle moyenne est de 11,5 °C, avec  une amplitude thermique annuelle de 15,1 °C. Le cumul annuel moyen de précipitations est de 1 048 mm, avec 12,7 jours de précipitations en janvier et 7,5 jours en juillet. Pour la période 1991-2020, la température moyenne annuelle observée sur la station météorologique la plus proche, située sur la commune de Saint-Yrieix-la-Perche à 17,91 km à vol d'oiseau, est de 11,7 °C et le cumul annuel moyen de précipitations est de 1 130,3 mm,. Pour l'avenir, les paramètres climatiques de la commune estimés pour 2050 selon différents scénarios d’émission de gaz à effet de serre sont consultables sur un site dédié publié par Météo-France en novembre 2022.

## Urbanisme

### Typologie
Au 1er janvier 2024, Saint-Mesmin est catégorisée commune rurale à habitat très dispersé, selon la nouvelle grille communale de densité à 7 niveaux définie par l'Insee en 2022.
Elle est située hors unité urbaine et hors attraction des villes,.

### Occupation des sols
L'occupation des sols de la commune, telle qu'elle ressort de la base de données européenne d’occupation biophysique des sols Corine Land Cover (CLC), est marquée par l'importance des territoires agricoles (59,1 % en 2018), une proportion sensiblement équivalente à celle de 1990 (58,9 %). La répartition détaillée en 2018 est la suivante : 
forêts (39,8 %), zones agricoles hétérogènes (31 %), prairies (27,6 %), milieux à végétation arbustive et/ou herbacée (1 %), cultures permanentes (0,6 %), zones urbanisées (0,1 %). L'évolution de l’occupation des sols de la commune et de ses infrastructures peut être observée sur les différentes représentations cartographiques du territoire : la carte de Cassini (XVIIIe siècle), la carte d'état-major (1820-1866) et les cartes ou photos aériennes de l'IGN pour la période actuelle (1950 à aujourd'hui).

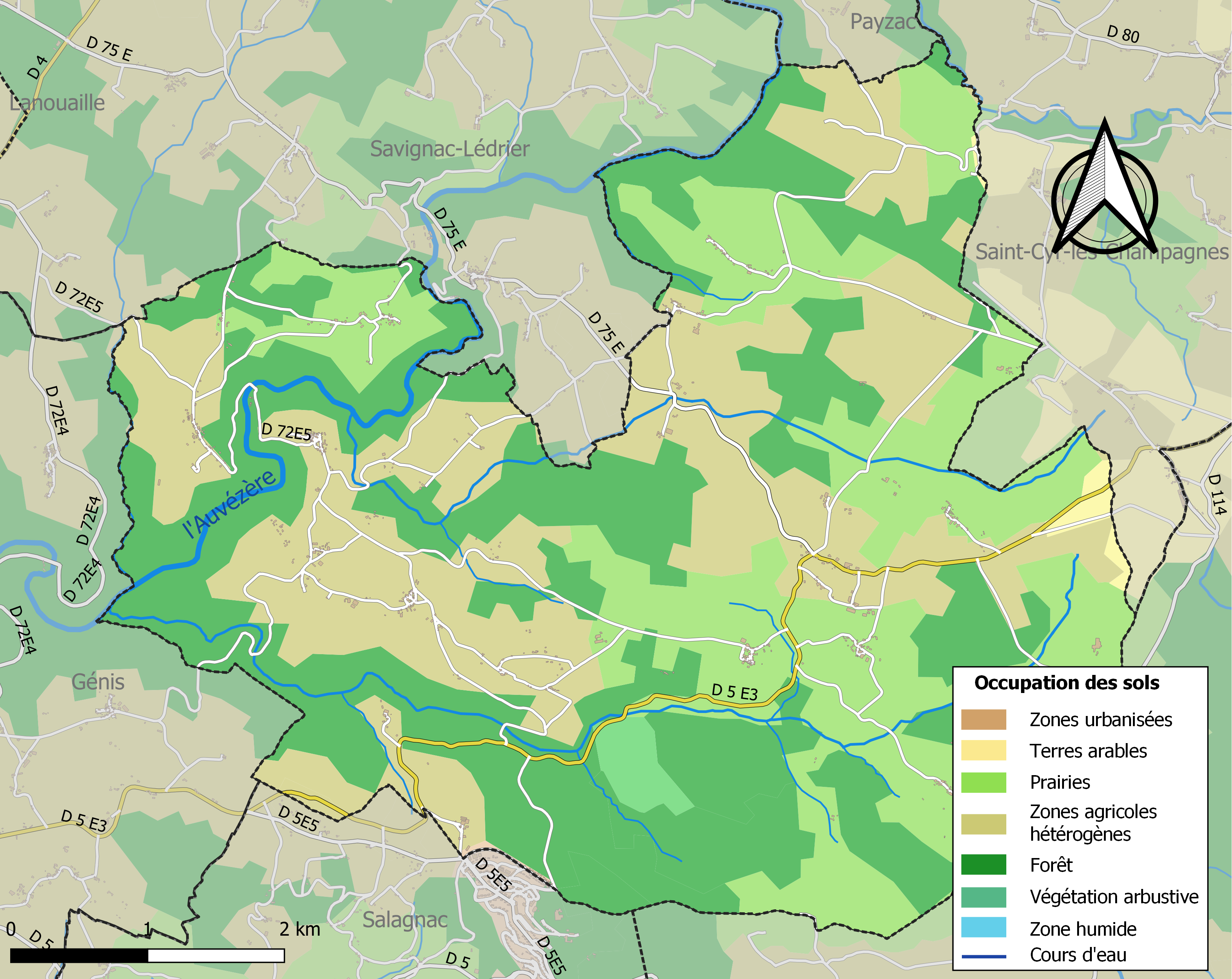
Carte des infrastructures et de l'occupation des sols de la commune en 2018 (CLC).

### Prévention des risques
Le territoire de la commune de Saint-Mesmin est vulnérable à différents aléas naturels : météorologiques (tempête, orage, neige, grand froid, canicule ou sécheresse), inondations, feux de forêts et séisme (sismicité très faible). Il est également exposé à un risque particulier : le risque de radon. Un site publié par le BRGM permet d'évaluer simplement et rapidement les risques d'un bien localisé soit par son adresse soit par le numéro de sa parcelle.

#### Risques naturels
Certaines parties du territoire communal sont susceptibles d’être affectées par le risque d’inondation par débordement de cours d'eau, notamment l'Auvézère. La commune a été reconnue en état de catastrophe naturelle au titre des dommages causés par les inondations et coulées de boue survenues en 1982 et 1999,.
Saint-Mesmin est exposée au risque de feu de forêt. L’arrêté préfectoral du 14 mars 2013 fixe les conditions de pratique des incinérations et de brûlage dans un objectif de réduire le risque de départs d’incendie. À ce titre, des périodes sont déterminées : interdiction totale du 15 février au 15 mai et du 15 juin au 15 octobre, utilisation réglementée du 16 mai au 14 juin et du 16 octobre au 14 février. En septembre 2020, un plan inter-départemental de protection des forêts contre les incendies (PidPFCI) a été adopté pour la période 2019-2029,.

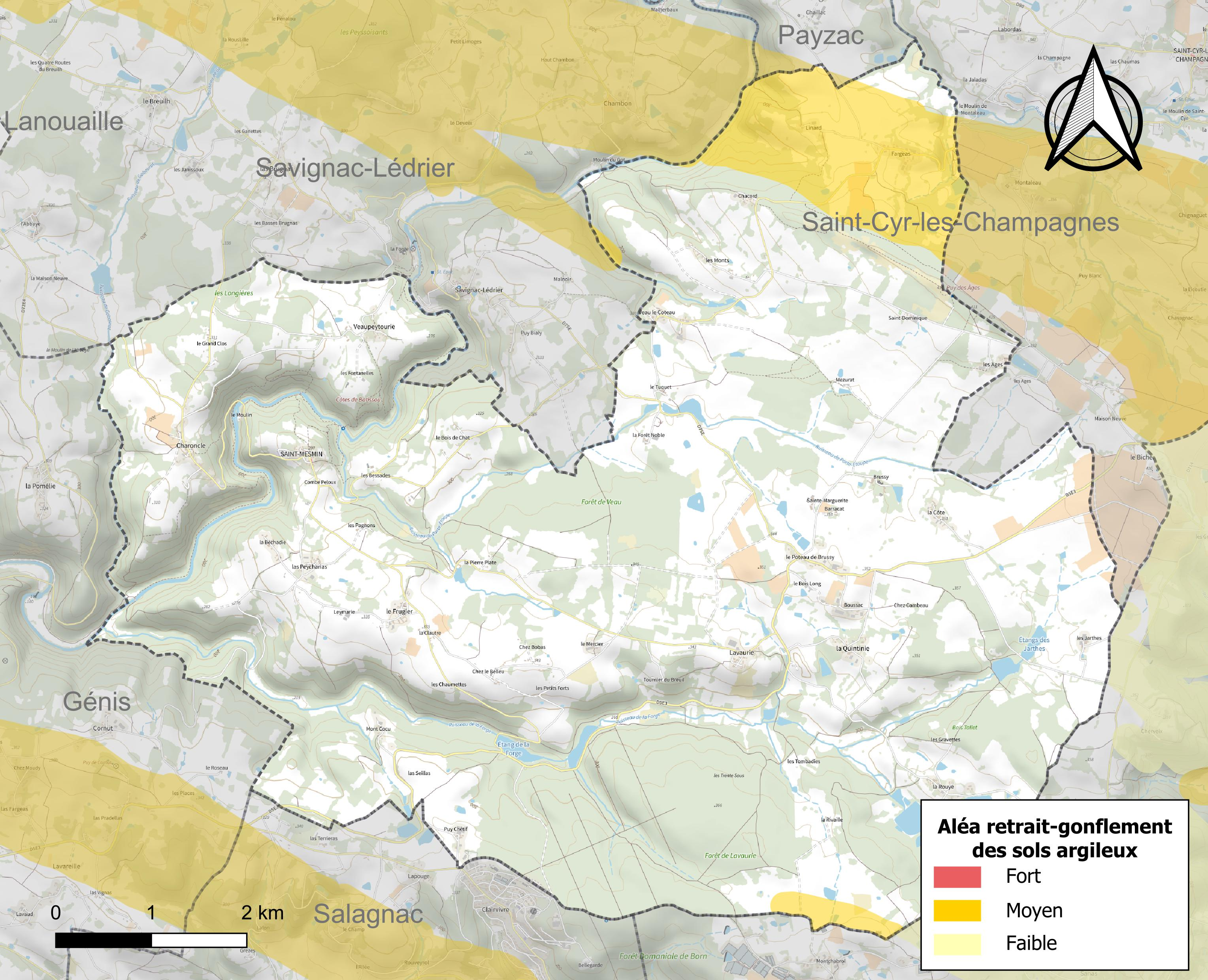
Carte des zones d'aléa retrait-gonflement des sols argileux de Saint-Mesmin.

Le retrait-gonflement des sols argileux est susceptible d'engendrer des dommages importants aux bâtiments en cas d’alternance de périodes de sécheresse et de pluie. 5,9 % de la superficie communale est en aléa moyen ou fort (58,6 % au niveau départemental et 48,5 % au niveau national métropolitain). Depuis le 1er octobre 2020, en application de la loi ÉLAN, différentes contraintes s'imposent aux vendeurs, maîtres d'ouvrages ou constructeurs de biens situés dans une zone classée en aléa moyen ou fort,.
La commune a été reconnue en état de catastrophe naturelle au titre des dommages causés par la sécheresse en 2011 et par des mouvements de terrain en 1999.

#### Risque particulier
Dans plusieurs parties du territoire national, le radon, accumulé dans certains logements ou autres locaux, peut constituer une source significative d’exposition de la population aux rayonnements ionisants. Selon la classification de 2018, la commune de Saint-Mesmin est classée en zone 3, à savoir zone à potentiel radon significatif.

## Toponymie
Le nom de la commune fait référence à saint Maximin, évêque de Trèves au IVe siècle.
En occitan, la commune porte le nom de Sent Maimin.

## Histoire
L'église Saint-Maximin a été bâtie au XVe siècle.
Lors de la création des départements français en 1790, la commune a d'abord brièvement fait partie de la Corrèze avant d'être rattachée en 1793, ainsi que neuf autres communes, à la Dordogne.
La commune porta, au cours de la période révolutionnaire de la Convention nationale (1792-1795), le nom de « Mont-Mémin » ou « Mont Mesmin ».

## Politique et administration

### Rattachements administratifs et électoraux
La commune de Saint-Mesmin a, dès 1790, fait partie du département de la Corrèze.
En 1793, elle est rattachée au canton de Génis qui dépend du district d'Excideuil dans le département de la Dordogne. En 1801, le canton de Génis est supprimé, de même que les districts, et la commune est rattachée au canton d'Excideuil dépendant de l'arrondissement de Périgueux.
Dans le cadre de la réforme de 2014 définie par le décret du 21 février 2014, ce canton disparaît aux élections départementales de mars 2015. La commune est alors rattachée au canton d'Isle-Loue-Auvézère.
En 2017, Saint-Mesmin est rattachée à l'arrondissement de Nontron,.

### Intercommunalité
En 2009, Saint-Mesmin rejoint la communauté de communes Causses et Rivières en Périgord. Celle-ci est dissoute le 1er janvier 2017 et ses communes — hormis Savignac-les-Églises qui rejoint Le Grand Périgueux — sont rattachées à la communauté de communes du Pays de Lanouaille qui la même année prend le nom de communauté de communes Isle-Loue-Auvézère en Périgord.

### Administration municipale
La population de la commune étant comprise entre 100 et 499 habitants au recensement de 2017, onze conseillers municipaux ont été élus en 2020,.

### Liste des maires
| Période                                  | Période   | Identité        | Étiquette | Qualité                     |
| ---------------------------------------- | --------- | --------------- | --------- | --------------------------- |
| Les données manquantes sont à compléter. |           |                 |           |                             |
|                                          |           |                 |           |                             |
| 1965                                     | 1989      | Charles Bourbon | PS        |                             |
| 1989                                     | mars 2008 | René Lasternas  |           |                             |
| mars 2008 (réélu en mai 2020)            | En cours  | Guy Bouchaud    | SE        | Général retraité de l'armée |

## Équipements et services publics

### Eau
En 2024, la commune dépend du Syndicat intercommunal d'alimentation en eau potable (SIAEP) du Nord Est Périgord.

### Justice
En 2023, dans le domaine judiciaire, Saint-Mesmin relève : 
- du tribunal judiciaire, du tribunal pour enfants, du conseil de prud'hommes et du tribunal de commerce de Périgueux ;
- du pôle Nationalité du tribunal judiciaire de Périgueux (compétent uniquement dans le domaine de la nationalité) ;
- de la cour d'appel, du tribunal administratif et de la  cour administrative d'appel de Bordeaux.

## Population et société

### Démographie
L'évolution du nombre d'habitants est connue à travers les recensements de la population effectués dans la commune depuis 1793. Pour les communes de moins de 10 000 habitants, une enquête de recensement portant sur toute la population est réalisée tous les cinq ans, les populations de référence des années intermédiaires étant quant à elles estimées par interpolation ou extrapolation. Pour la commune, le premier recensement exhaustif entrant dans le cadre du nouveau dispositif a été réalisé en 2004.

En 2022, la commune comptait 334 habitants, en évolution de +5,7 % par rapport à 2016 (Dordogne : +0,37 %, France hors Mayotte : +2,11 %).
| 1793  | 1800 | 1806 | 1821  | 1831  | 1836  | 1841  | 1846  | 1851  |
| ----- | ---- | ---- | ----- | ----- | ----- | ----- | ----- | ----- |
| 1 033 | 961  | 864  | 1 102 | 1 007 | 1 054 | 1 098 | 1 122 | 1 159 |

| 1856  | 1861  | 1866  | 1872  | 1876  | 1881  | 1886  | 1891  | 1896  |
| ----- | ----- | ----- | ----- | ----- | ----- | ----- | ----- | ----- |
| 1 080 | 1 140 | 1 143 | 1 075 | 1 082 | 1 088 | 1 168 | 1 107 | 1 122 |

| 1901  | 1906  | 1911  | 1921 | 1926 | 1931 | 1936 | 1946 | 1954 |
| ----- | ----- | ----- | ---- | ---- | ---- | ---- | ---- | ---- |
| 1 106 | 1 124 | 1 115 | 951  | 889  | 808  | 792  | 708  | 633  |

| 1962 | 1968 | 1975 | 1982 | 1990 | 1999 | 2004 | 2006 | 2009 |
| ---- | ---- | ---- | ---- | ---- | ---- | ---- | ---- | ---- |
| 607  | 534  | 455  | 393  | 324  | 284  | 278  | 280  | 264  |

| 2014 | 2019 | 2022 | - | - | - | - | - | - |
| ---- | ---- | ---- | - | - | - | - | - | - |
| 311  | 325  | 334  | - | - | - | - | - | - |

## Économie

### Emploi
En 2015, parmi la population communale comprise entre 15 et 64 ans, les actifs représentent 130 personnes, soit 41,4 % de la population municipale. Le nombre de chômeurs (21) a augmenté par rapport à 2010 (14) et le taux de chômage de cette population active s'établit à 16,2 %.

### Établissements
Au 31 décembre 2015, la commune compte trente-sept établissements, dont seize au niveau des commerces, transports ou services, quinze dans l'agriculture, la sylviculture ou la pêche, trois dans l'industrie, deux dans la construction, et un relatif au secteur administratif.

## Culture locale et patrimoine

### Lieux et monuments

#### Les gorges de l'Auvézère
Ayant pris sa source à proximité du plateau de Millevaches, l'Auvézère arrive en Périgord vert. Sa puissance lui a permis de creuser une profonde vallée (plus de 100 mètres) dans les roches calcaires. Elle offre un paysage de cascades et de tourbillons. Vous pouvez suivre son cours sur les sentiers qui la longent, et découvrir ses chutes au Saut Ruban. Fin 2018, afin de permettre le cheminement vers les différents sites touristiques des gorges et l'accès aux gîtes du village, la communauté de communes a fait installer deux passerelles qui donnent accès à la rive droite de l'Auvézère : une longue de 47 m au niveau de la confluence avec le ruisseau de Porte-Étoupe, l'autre de 22 m en aval du Saut Ruban.

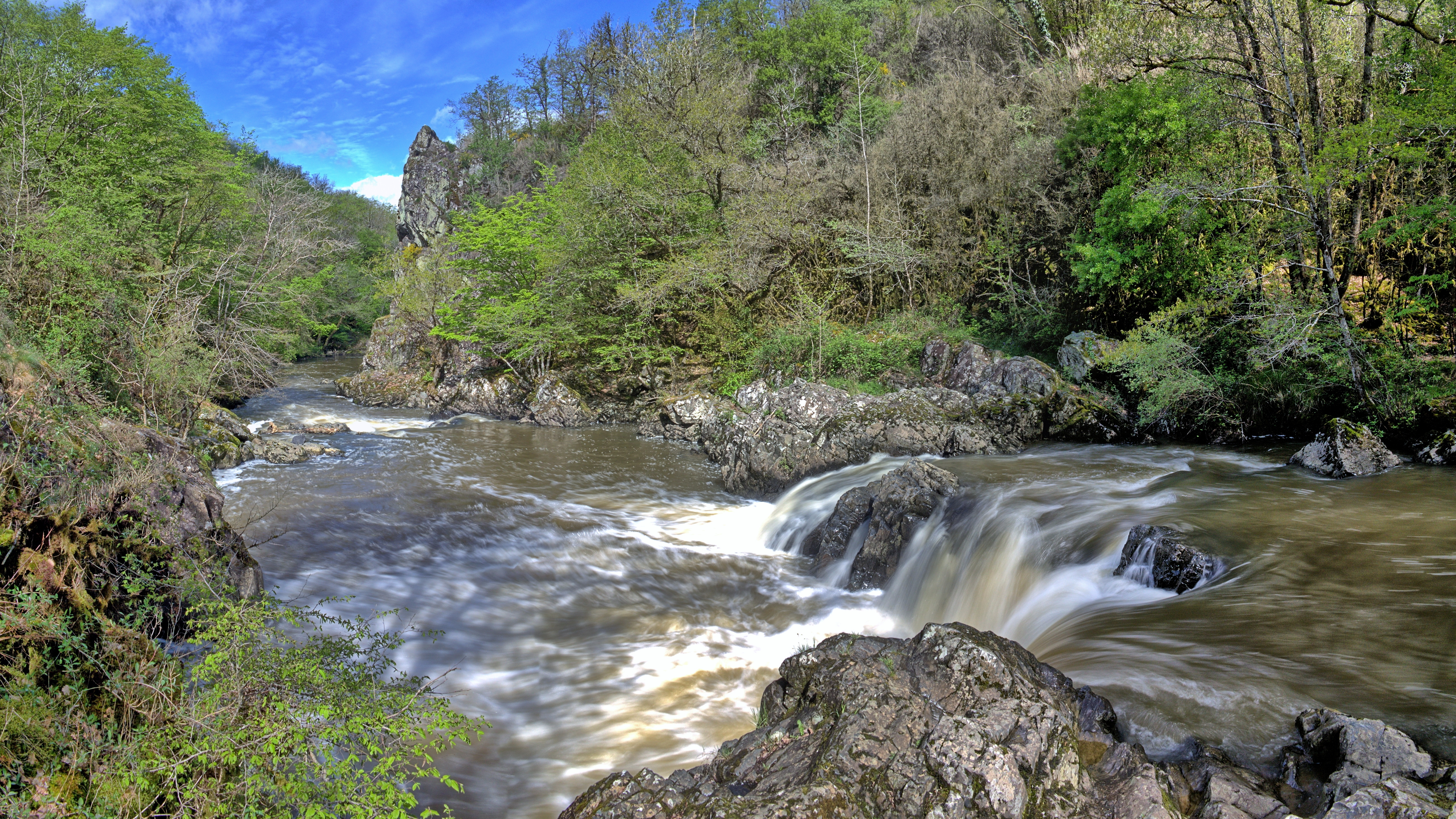
Le Saut Ruban dans les gorges de l'Auvezère.
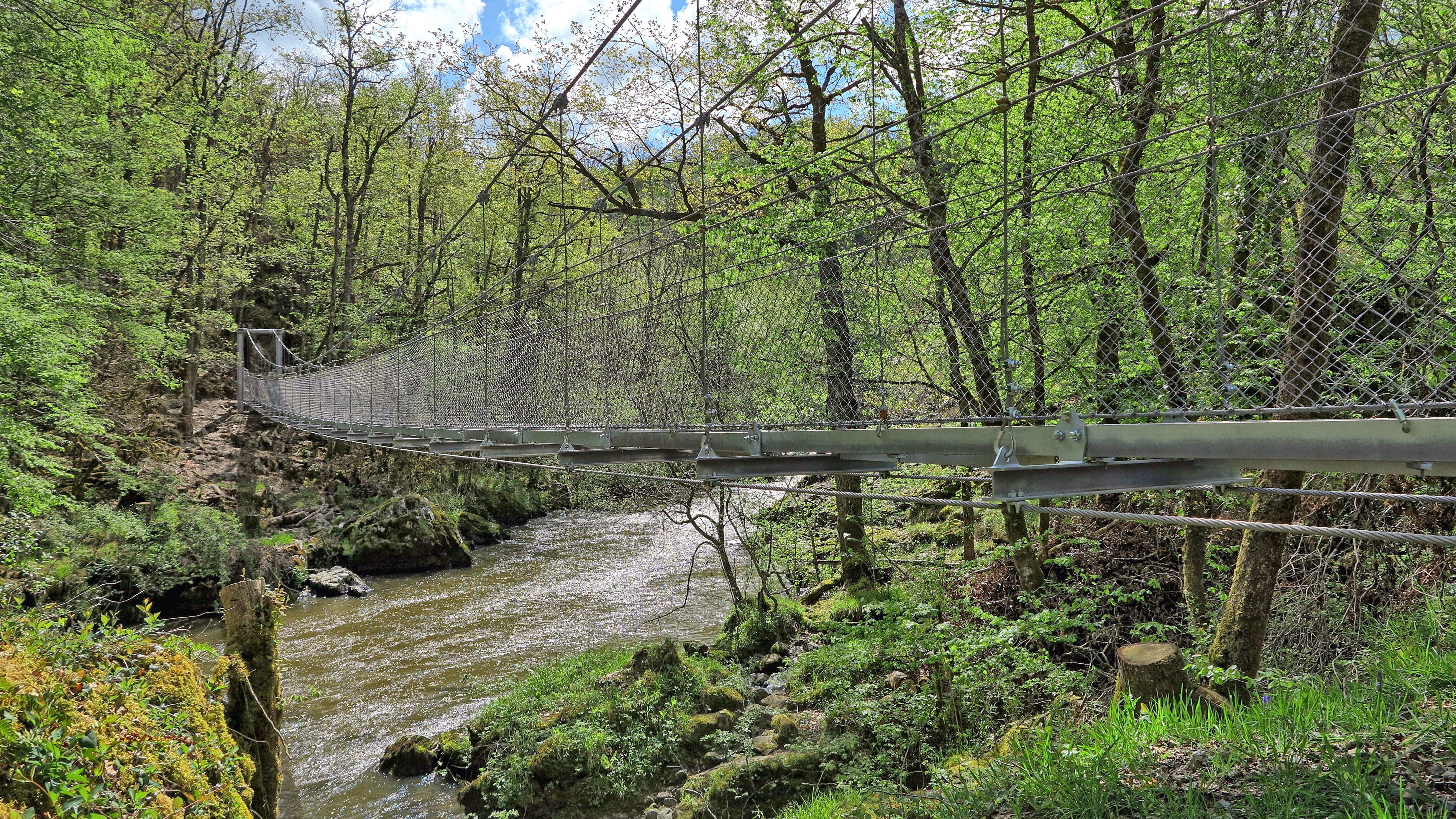
La passerelle suspendue de 47 m sur l'Auvézère en amont du Saut Ruban.
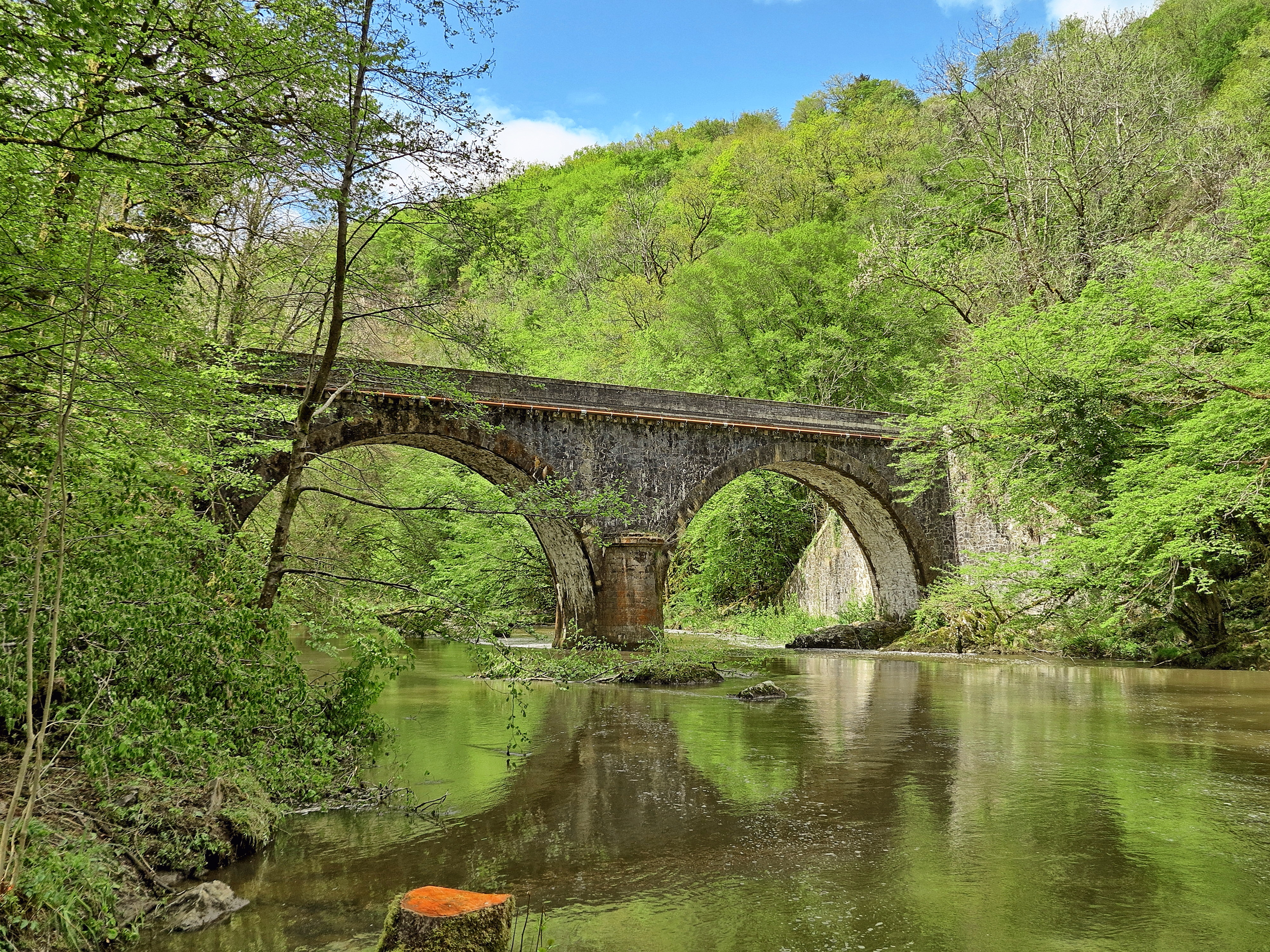
Le pont sur l'Auvezère.
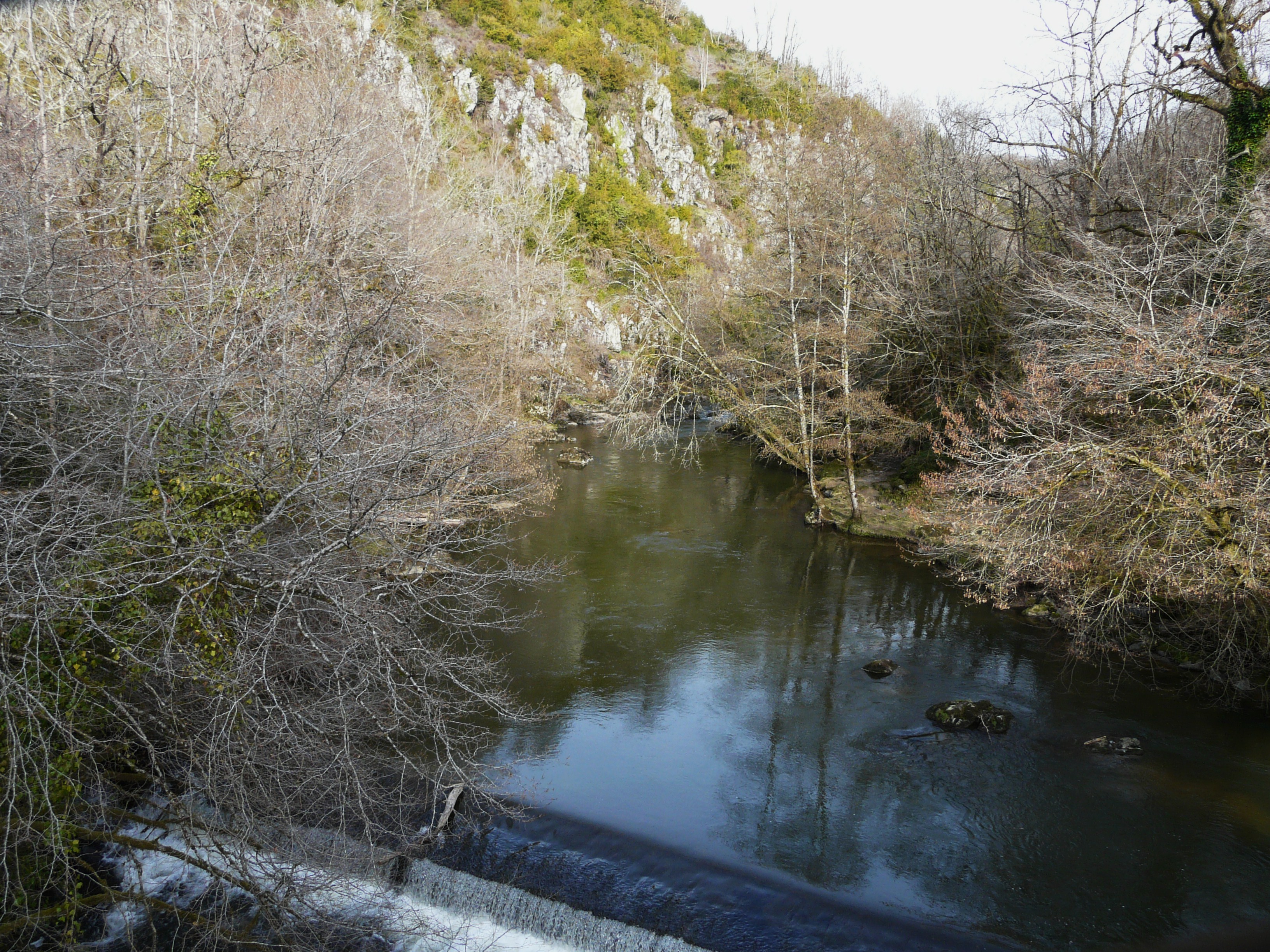
Les gorges de l'Auvézère en amont du lieu-dit le Moulin.

#### L'église
Église gothique du XVe siècle dédiée à saint Maximin. L'édifice abrite un retable et, autre curiosité, une vierge noire, tous deux du XVIIe siècle.

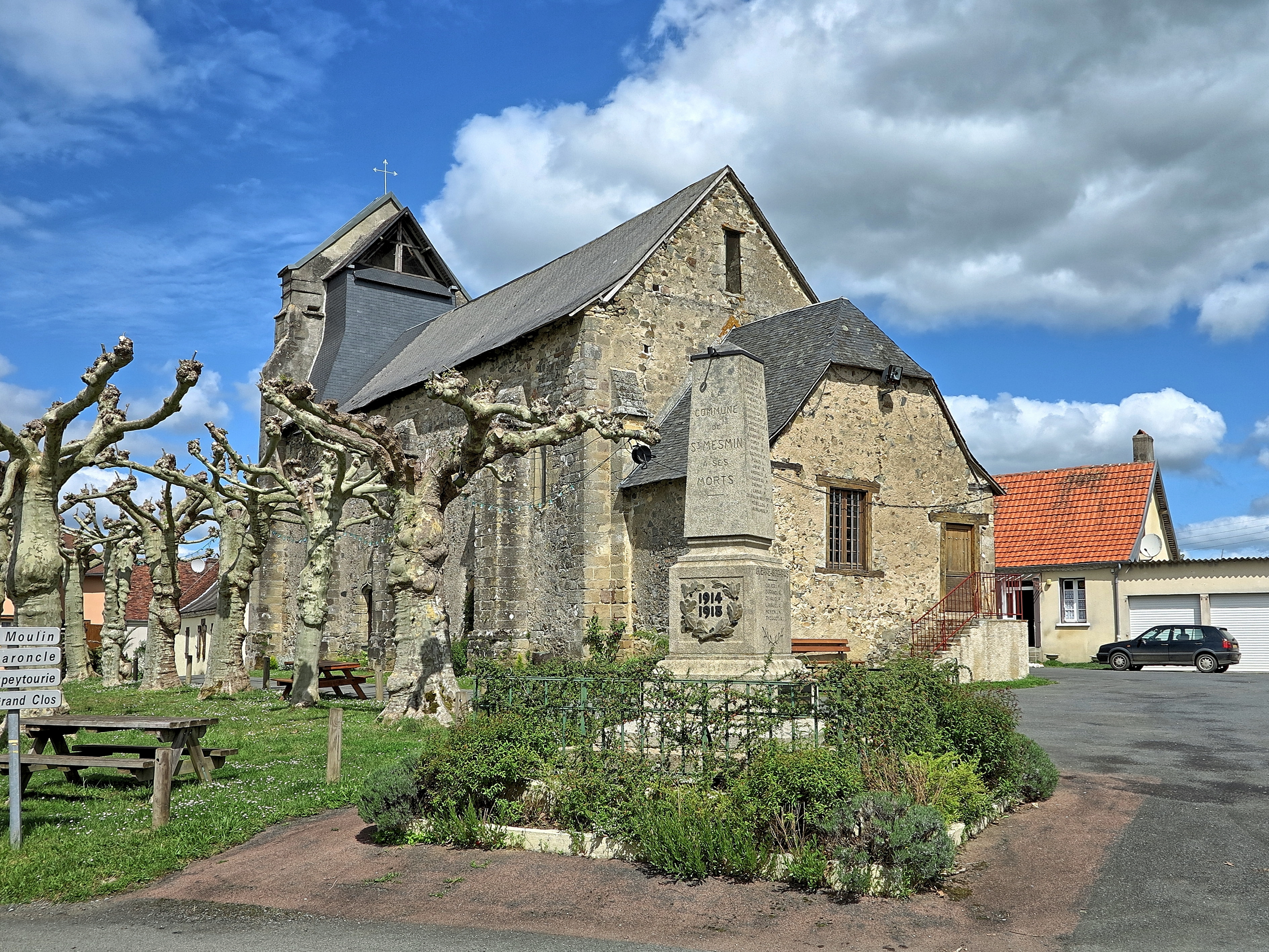
La façade sud et le chevet.
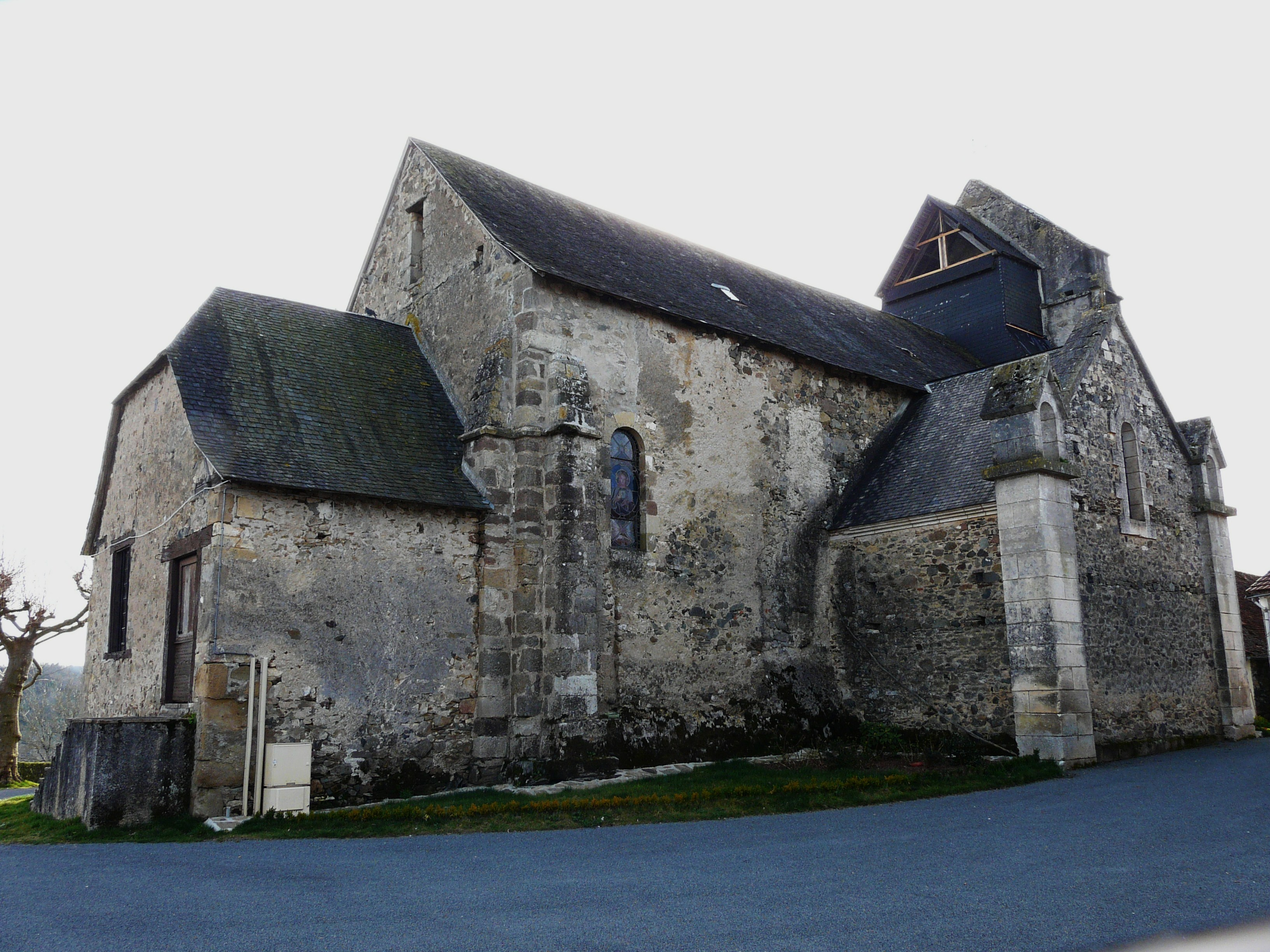
La façade nord.
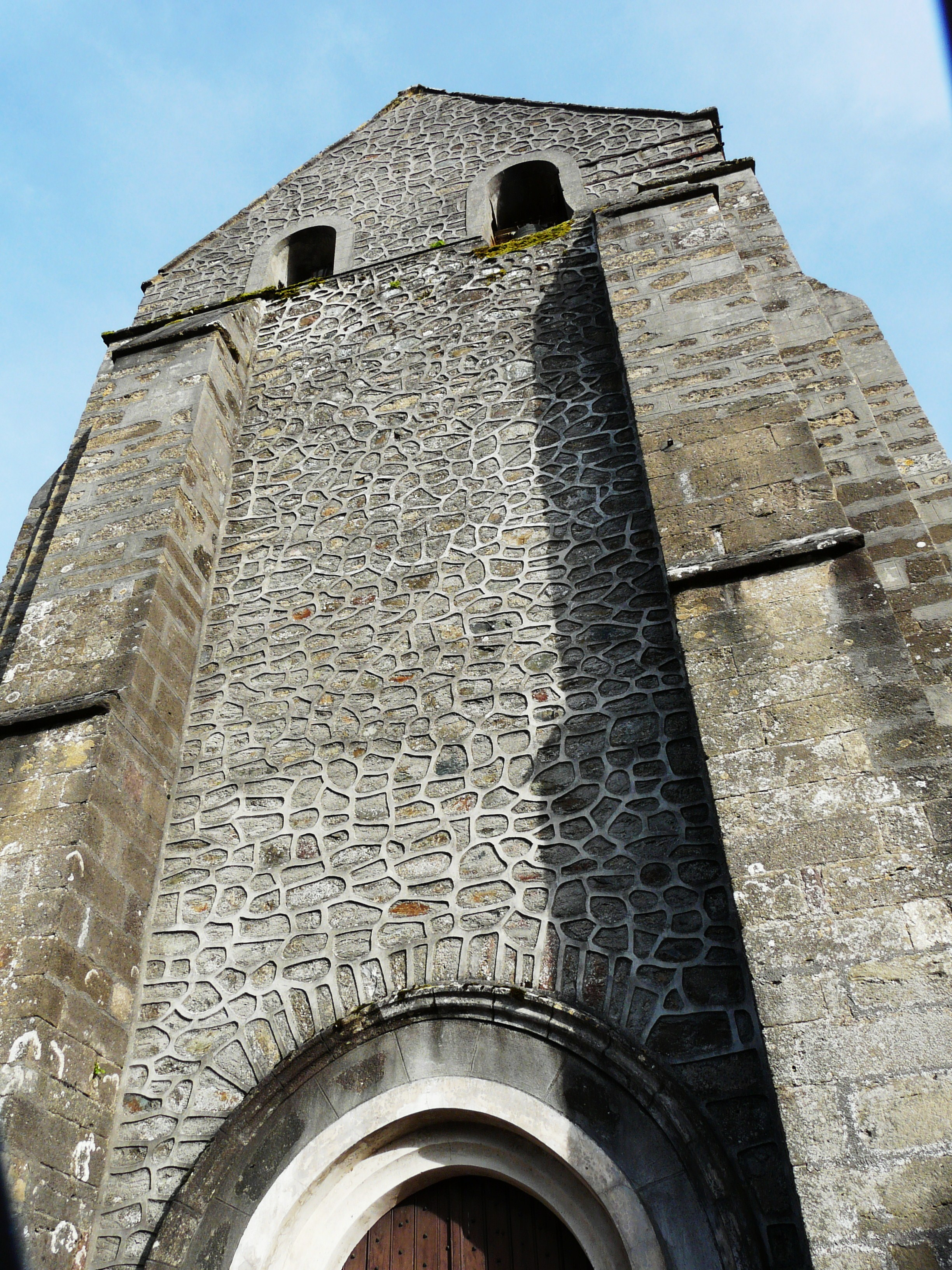
L'imposante façade occidentale et le clocher.
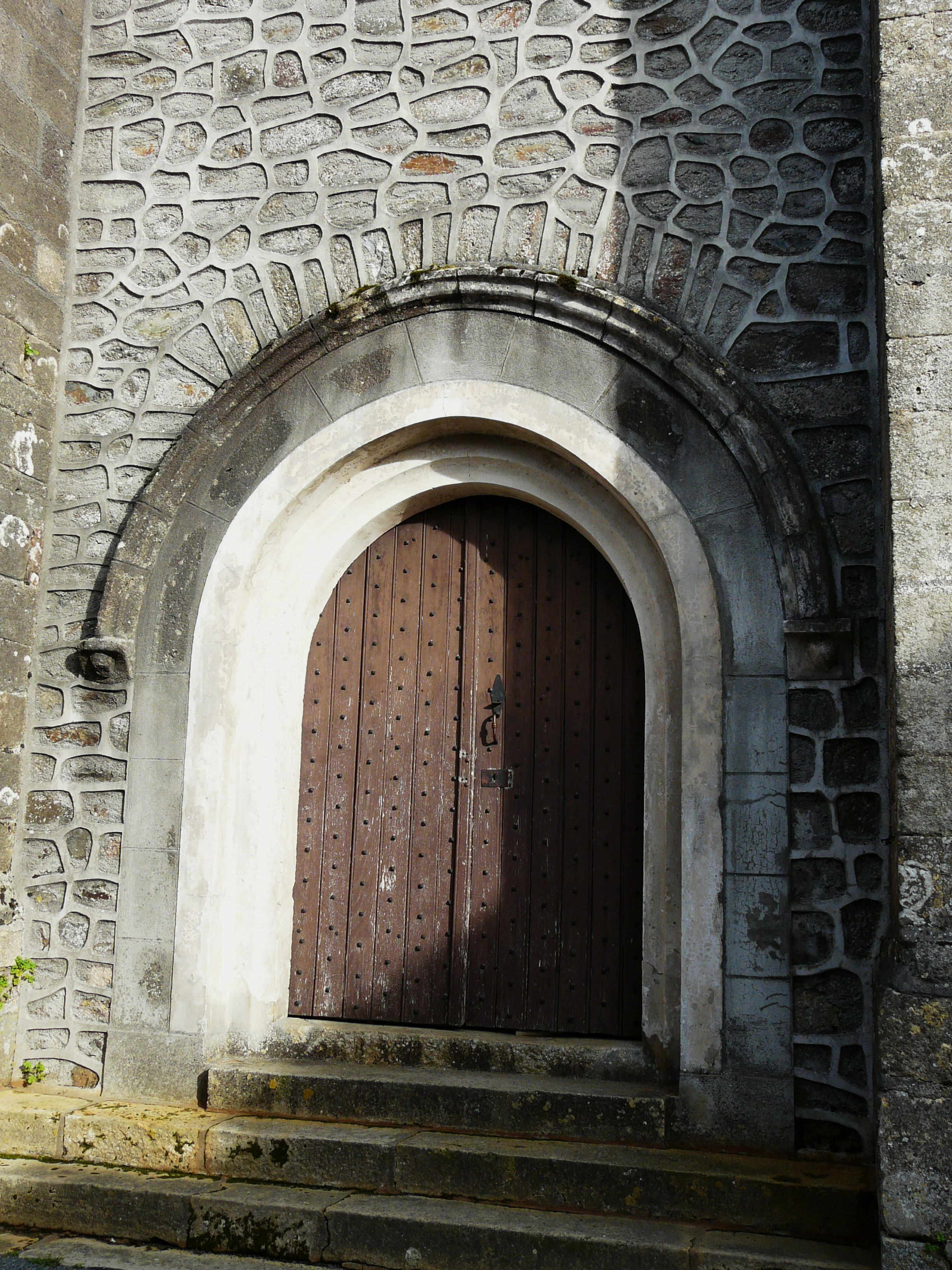
Le portail.
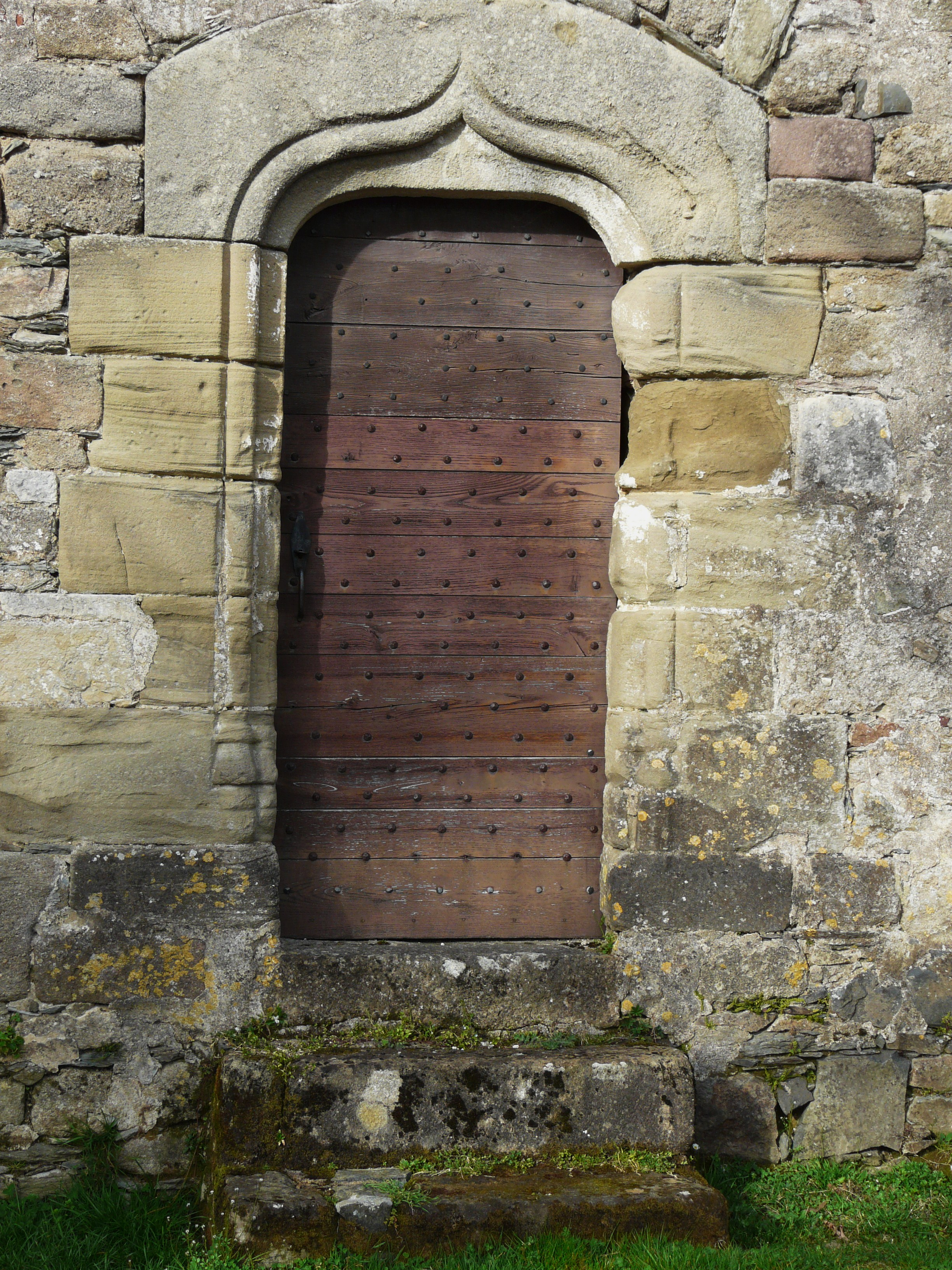
La porte sud.

#### Le presbytère
Bâtisse du XVIIe siècle, aujourd'hui transformée en « Relais nature » où amateurs de canoë-kayak, randonnée, VTT et escalade viennent découvrir sportivement cet endroit.

#### Le Puy des Ages

Montage panoramique depuis le haut du château d'eau du Puy des Ages.

Le site du Puy des Ages est l'un des deux espaces naturels sensibles de la Dordogne. Le puy est à cheval sur les communes de Saint-Cyr-les-Champagnes et de Saint-Mesmin. C'est une arête rocheuse de 1,5 km qui culmine à 415 mètres d'altitude. Le puy offre un paysage composé de landes à bruyères, de myrtilles... Sur le site est édifiée la chapelle Notre-Dame de Partout, construite par l'abbé Gallice, curé de Payzac, et les jeunes du Foyer Saint-Joseph, après un incendie de la lande en 1956.
Une table d'orientation a été édifiée en 1993 et guide le paysage avec le tracé de l'Auvézère en support.
Le château d'eau haut de 30 mètres situé au point le plus élevé du Puy des Ages est, depuis avril 2014, décoré sur ses deux faces par un visuel représentant deux espèces de bruyère, la flore principale du site, création de l'artiste Frédéric Gracia.

### Patrimoine naturel

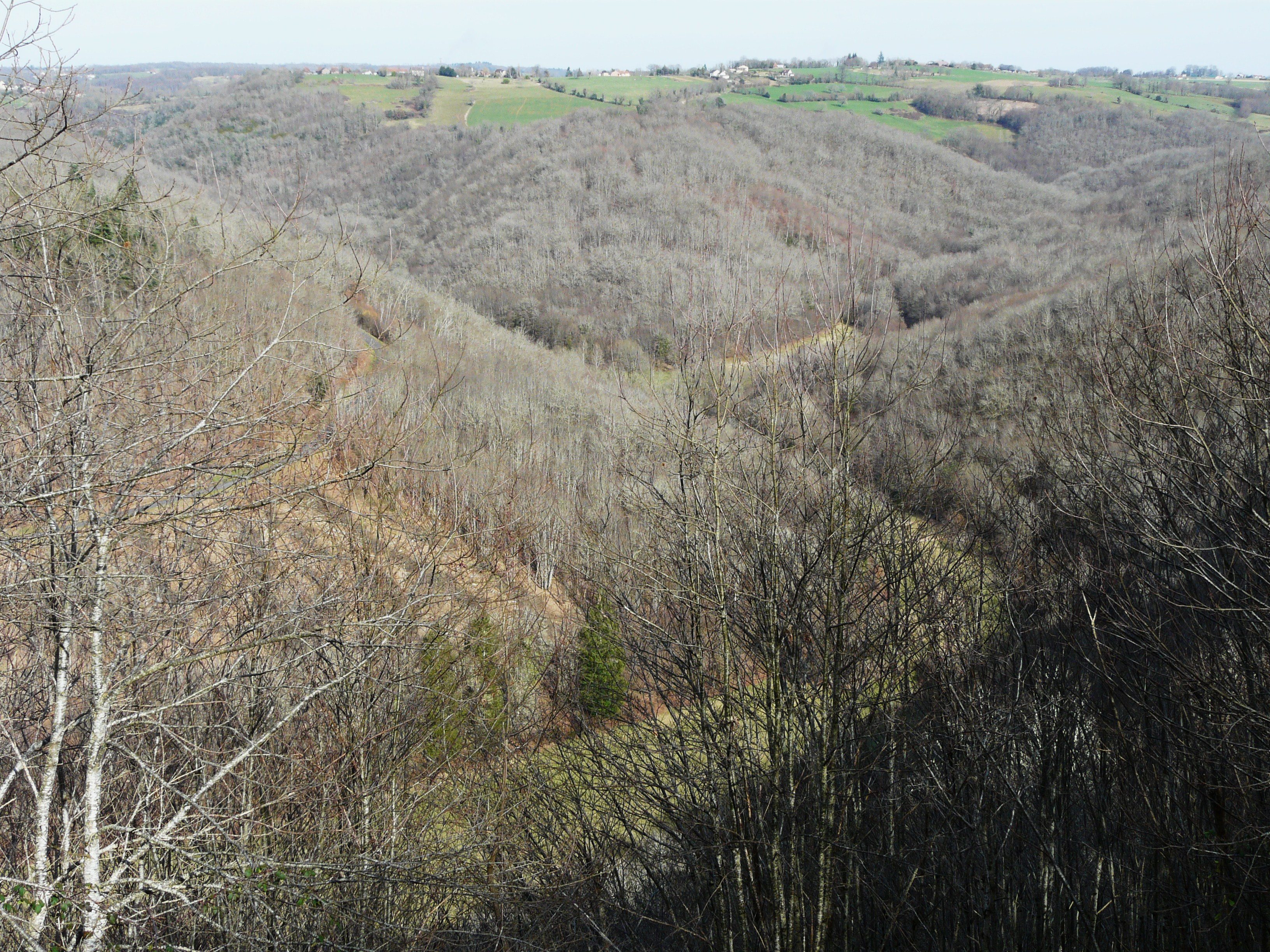
Au-delà des sillons formés par les gorges de l'Auvézère et du ruisseau de la Forge, la commune de Saint-Mesmin.

Deux zones naturelles d'intérêt écologique, faunistique et floristique (ZNIEFF) de type II à dominante boisée sont constituées sur le territoire communal :
- la forêt domaniale de Born (ou de Bord)[63],[64] ;
- sur les six kilomètres de sa traversée de la commune, l'Auvézère ainsi que son affluent, le ruisseau de la Forge, forment des gorges profondes d'une centaine de mètres où ont été recensées neuf espèces déterminantes de plantes[65],[66] : l'Anarrhine à feuilles de Pâquerette (Anarrhinum bellidifolium), l'Anogramme à feuilles minces (Anogramma leptophylla, l'Asplénium lancéolé (Asplenium obovatum), le Cheilanthès de Tineo (Cheilanthes tinaei), la Doradille du nord (Asplenium septentrionale), la Joubarbe à toile d'araignée (Sempervivum arachnoideum), le Lis martagon (Lilium martagon), le Millepertuis à feuilles de lin (Hypericum linariifolium) et le Polystic des montagnes (Oreopteris limbosperma).

### Pèlerinage
Début septembre de chaque année, pèlerinage à la chapelle Notre-Dame-de-Partout, au Puy des Ages. En 2014, la cérémonie a attiré environ 200 pèlerins.

### Personnalités liées à la commune
- Charles Sarlandie (1915-1994), né à Saint-Mesmin, chef d'état-major de la Résistance au sein du bataillon Violette à Saint-Mesmin[68],[69]
- Marwan Berreni (1988-2023), acteur, petit-fils de Charles Sarlandie, enterré à Saint-Mesmin, au coté de son jeune frère Bilal Berreni (1990 -2013) peintre urbain (connu sous le nom de Zoo project).
- Leila Veslard, Miss Aquitaine 2020 et chanteuse est née dans la commune.

### Héraldique
| Blason de Saint-Mesmin | Blason  | D'argent au cerf élancé de gueules issant d'une mer d'azur, celle-ci chargée de l'inscription « Périgord Vert » en lettres d'argent ; mantelé de sinople chargé de deux feuilles de chêne d'or, posées en barre à dextre, en bande à senestre et, au-dessus du trait de partition, dans le sens du mantelé, des inscriptions d'argent « Saint » à dextre et « Mesmin » à senestre. |
| Blason de Saint-Mesmin | Détails | Le statut officiel du blason reste à déterminer. |

## Pour approfondir